# Gunnar Fondelius
Bror Gunnar Fondelius, född 4 februari 1872 i Borås, död 11 januari 1947 i Älvsjö, Brännkyrka församling i Stockholm, var en svensk journalist och dövprofil. 
Fondelius var redaktör och ansvarig utgivare för Tidning för dövstumma (heter idag Dövas Tidning) i två omgångar (1899–1903 och 1907–1939), totalt 36 år. 
I tidningen hade han G. F. eller R. S. som signatur. När han tog över tidningen var det en relativt ny tidning som hade grundats 9 år tidigare, 1890. Som redaktör ville han ta in dövas nyheter. Annan läsning kunde döva läsa i vanliga tidningar, ansåg han.
Han reste runt och gjorde reportage. Han föreläste och var aktiv inom föreningslivet också. Han var styrelseledamot i Dövstumsföreningen (numera Stockholms Dövas Förening) i Stockholm i 35 år.
År 1908 förstärktes redaktionen med medarbetare som grundaren av tidningen Fredrik Schreiber tillsammans med en ung Oskar Österberg (den senare skulle bli känd som pionjär inom teckenspråksområdet i Sverige när han publicerade det första teckenspråkslexikonet ”Teckenspråket” med fotografier över 380 tecken). 
1909 fick tidningen ett statsunderstöd om 500 kr/år, vilket säkerställde att DT kunde fortsätta ges ut. Tidningen kom ut en gång i månaden och hade åtta sidor mot tidigare fyra. Under åren som följde, 1909–1912, satte tidningen rekord i spridning – upplagan tredubblades.
Efter sammanlagt 36 år, 1939, lämnade Gunnar Fondelius tidningen. 1940 tog Svenska Dövstumsförbundet (idag Sveriges Dövas Riksförbund) över tidningen.
Fondelius är begravd på Skogskyrkogården i Stockholm.